# Промиелобласт
Промиелобласт, или CFU-GEMM, или «общий миелоидный предшественник», «общий миелоидный предок», «общий миелоидный прародитель» (common myeloid progenitor) — это гемопоэтическая стволовая клетка, колониеобразующая единица, происходящая от общего предка кроветворных клеток (common blood cell progenitor) — так называемого гемоцитобласта (hemocytoblast), или плюрипотентной гемопоэтической стволовой клетки (pluripotent hematopoietic stem cell). На этом этапе дифференцировки бывший гемоцитобласт уже избрал миелоидный путь дифференцировки, который может привести либо к миелоидному (гранулоцитарному), либо к моноцитарному, либо к мегакариоцитарному (тромбоцитарному), либо к эритроидному ряду клеток, но не может привести к лимфоидному ряду. Лимфоидный путь дифференцировки для клеток этого ряда (CFU-GEMM) уже закрыт, откуда и название «общий миелоидный предок».
В свою очередь, промиелобласты являются общими предшественниками (предками, прародителями) клеток миелоидного (то есть гранулоцитарного), моноцитарного, мегакариоцитарного (тромбоцитарного) и эритроидного рядов. Название «промиелобласт» является устаревшим и некорректным, поскольку эти клетки являются предшественниками не только клеток собственно миелоидного ряда (миелобластов), но и клеток эритроидного ряда (проэритробластов и затем эритробластов), и клеток моноцитарного ряда (промонобластов), и клеток мегакариоцитарного (тромбоцитарного) ряда (промегакариобластов). По той же причине не вполне корректно называть их и «общими миелоидными предками», не упоминая, что они являются общими предками также и для клеток эритроидного, моноцитарного и мегакариоцитарного (тромбоцитарного) рядов. Более корректно именовать их аббревиатурой CFU-GEMM (КОЕ-ГЭММ), которая означает «Колониеобразующая единица-родоначальник гранулоцитов, эритроцитов, моноцитов и мегакариоцитов». Также по отношению к этим клеткам употребляется термин мультипотентная гемопоэтическая стволовая клетка. Аббревиатура «GEMM» означает гранулоциты — Granulocytes, эритроциты — Erythrocytes, моноциты — Monocytes, мегакариоциты — Megakaryocytes.
При дальнейшей специализации по миелоидному пути CFU-GEMM превращаются в так называемые CFU-GM, или КОЕ-ГМ, они же миеломонобласты (или, как их называют другие источники, промиеломонобласты), являющихся общими предками миелобластов и промонобластов. При дальнейшей специализации по эритроидному пути CFU-GEMM превращаются в так называемые CFU-E, или КОЕ-Э, прямые предшественники проэритробластов. А при дальнейшей специализации по мегакариоцитарному пути CFU-GEMM превращаются в так называемые CFU-Meg, или CFU-Mega, CFU-Me (КОЕ-Мег, КОЕ-Мега, КОЕ-Ме), они же промегакариобласты, или «мегакариоцитарные колониеобразующие единицы» — прямые предшественники мегакариобластов.
Некоторые специалисты считают, что эозинофилы, а возможно и базофилы, не происходят от общего миелоидного предка, то есть от клеток CFU-GEMM.